# Бадзагуа, Варлаам Несторович
Варлаам Несторович Бадзагуа (1911—1968) — советский государственный и политический деятель, председатель Чхороцкуского райисполкома, Грузинская ССР. Герой Социалистического Труда (1950). Заслуженный агроном.

## Биография
Родился в 1911 году. В послевоенное время был избран председателем Чхороцкуского райисполкома.
В годы послевоенной Четвёртой пятилетки (1946—1950) благодаря его деятельности сельскохозяйственные предприятия Чхороцкуского района ежегодно сдавали государству высокий урожай чайного листа. За выдающиеся трудовые показатели в целом по району по итогам 1947 года был награждён Орденом Ленина.
В 1949 году обеспечил перевыполнение в целом по району планового сбора урожая сортового зелёного чайного листа на 19,3 %. Указом Президиума Верховного Совета СССР от 25 ноября 1950 удостоен звания Героя Социалистического Труда за «получение высоких урожаев сортового зелёного чайного листа и винограда в 1949 году» с вручением ордена Ленина и золотой медали «Серп и Молот».
Этим же Указом званием Героя Социалистического Труда были награждены заведующий отделом сельского хозяйства Чхороцкуского района и главный агроном отдела сельского хозяйства Соломон Абрамович Малания.
Автор множества научных публикаций и книг. Многократно избирался депутатом Верховного Совета и делегатом многих партийных съездов.
Скончался в 1968 году.